# Räddningshund
För andra betydelser, se Eftersökshund (olika betydelser).

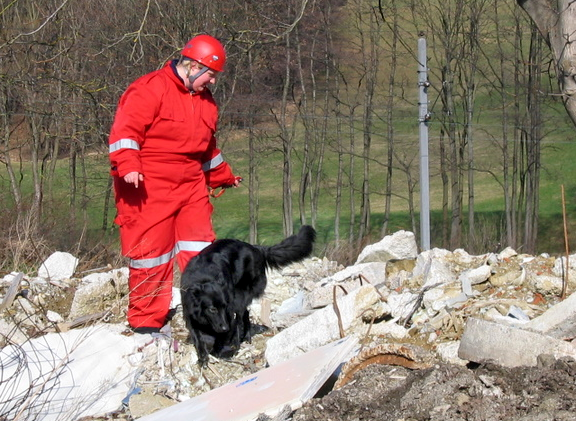
En räddningshund under träning.

Räddningshundar är tjänstehundar som är tränade för att söka efter nödställda människor, till exempel saknade efter byggnadsras, jordbävningar, jordskred, tågolyckor, flygolyckor eller explosioner. Två varianter är sjöräddningshundar för livräddning i vatten och på skärgårdsöar samt lavinhundar för räddning i fjällen.
Räddningshundar kan vara av vilken ras som helst, även blandras. Räddningsarbetet ställer stora krav på hunden: Den måste kunna komma igång snabbt när det är dags att arbeta, ha en hög uthållighet under många timmars arbete och koppla av när arbetet är slutfört. Den ska klara av att arbeta i tuffa miljöer med bråte, lösa underlag, höga höjder, rök, buller och eld. Hundarna tränas att söka av stora områden och markera för instängda personer och även markera högt ovan mark och under mark. Hunden kan påbörja sin utbildning från 12 månader och kan börja användas vid tre, senast fem års ålder. Därefter kan den tjänstgöra under cirka fem år. 
Man skiljer på ytsökande och ruinsökande räddningshundar. 
Internationella prövningsordningen (IPO) har ett prov för räddningshundar, IPO-R.

## Markeringstekniker
När en räddningshund har hittat en nödställd människa signalerar den genom att markera. En skallhund markerar genom att stanna kvar vid den nödställde och skälla oavbrutet tills hundföraren kommer fram till platsen. En rullhund har en rulle hängande i sitt halsband och markerar genom att ta rullen i munnen och springa tillbaka till sin förare som därefter leds till platsen av hunden. Ytterligare en markeringsvariant är rapporthund som markerar genom att springa tillbaka till sin förare och rapportera att den har hittat en människa, och leder därefter föraren till platsen. Valet av markeringsteknik avgörs genom ett enkelt test där man provocerar fram en reaktion hos hunden. Hundar som har lätt till skall blir oftast skallhundar och det är vanligt att t ex retriever som har en naturlig förmåga att apportera föremål blir rullhundar. 

## Finland
I Finland organiseras räddningshundsverksamheten av lokalföreningar till Finska Brukshundklubben eller Finlands räddningshundförbund. Båda är medlemmar i Frivilliga räddningstjänsten, Finlands räddningshundförbund även i Räddningsbranschens centralorganisation i Finland. 

### Kurs och prov
Utbildningen är enhetlig och för att få tillstånd att delta i räddningsuppdrag måste hunden klara ett räddningshundsprov, som liknar det svenska brukshundprovet. I provet ingår lydnad, agility och antingen sök-, spår- eller ruinprov. Hunden bör vara minst 15 månader vid provtillfället men ingen övre åldersgräns tillämpas i Finland.  
Myndigheternas egna hundar kan också vara räddningshundar, vid sidan av andra uppgifter.

## Sverige
I Sverige räknas räddningshundar som tjänstehundar och de utbildas av Svenska Brukshundklubben (SBK) på uppdrag av Myndigheten för samhällsskydd och beredskap (MSB). Fjällräddningshundar (lavinhundar) har en egen utbildning som arrangeras av Polisen. Fram till 2023 hade SBK uppdraget att utbilda även sjöräddningshundar för Sjöfartsverket som användes i samarbete med Sjöräddningssällskapet (SSRS).

### Kurs och prov
För att få delta på kurs för räddningshundar skall hunden först ha gjort ett lämplighetstest (LT) och en disponibilitetskontroll. Hunden måste också vara röntgad och ha godkänd status gällande höftleds- och armbågsledsdysplasi. Kursen som sträcker sig över ca 18 månader, innefattar två delprov som behöver bli godkända för att kunna avlägga slutprov som måste göras innan hunden uppnått 5 års ålder. Hunden måste även ha godkänt resultat i lydnad startklass, IPO-R eller brukslydnad och ha genomfört mentalbeskrivning i form av MH eller BPH med skott. 

### Godkända ekipage
Efter att hunden klarat certifikatprovet (slutprovet) och erhållit tjänstehundscertifikat skall hundens förare genomgå en räddningshundförarutbildning, RHFU. Godkända ekipage erbjuds gå med i MSB:s sök- och räddningsstyrka NUSAR (Nationell urban sök och räddning) och eventuellt i kommunala frivilliga resursgrupper (FRG). Det färdiga ekipaget ska årligen genomgå en funktionskontroll, för att få fortsätta tjänstgöra i NUSAR. Svenska räddningshundar är en nationell resurs och arbetar inte längre internationellt.

### Räddning som hundsport
Utöver certifikatprov / tjänstehundscertifikat kan räddningshundar delta i räddningsgrenen (IPO-R) av internationella prövningsordningen (IPO). Bruksprovgrenen sök är en variant med mindre krav än det reguljära räddningshundprovet.